# Canberra
För andra betydelser, se Canberra (olika betydelser).
Canberra är Australiens huvudstad. Den är belägen på federalt territorium, Australian Capital Territory (ACT). Staden har drygt 350 000 invånare (2009) och är Australiens åttonde största stad samt den största stad som inte ligger vid kusten. 

## Historia
År 1820 kom de första europeiska kolonisatörerna till området. 1908 bestämdes platsen för den nya huvudstad som skulle komma att byggas. Canberra fick bli huvudstad som ett villkor för upprättandet av det australiska statsförbundet, för att stävja rivaliteten mellan Sydney och Melbourne om vilken stad som skulle vara huvudstad. Dessutom valde man att låta Canberra och dess närmaste omgivning (Australian Capital Territory, grundat 1911) vara utanför delstatssystemet, formellt direkt under regeringen. Huvudstaden ligger därför inte i en delstat, eftersom det fanns rivalitet mellan delstaterna också.
Canberras tillkomst planerades i förväg; den är en så kallad planerad stad. En internationell tävling utlystes och vanns av Chicagoarkitekten Walter Burley Griffin och hans fru Marion Mahony Griffin. Staden började byggas 1913. Den 9 maj 1927 flyttade den federala regeringen och parlamentet till Canberra. Staden blev därmed Australiens huvudstad. Utformningen av Canberra var starkt påverkad av dåtidens populära trädgårdsstäder. Det finns stora områden av naturlig vegetation, vilket är grunden till smeknamnet "bush capital". Canberras tillväxt var långsam under första världskriget och depressionen, men efter andra världskriget har staden vuxit desto mer.

### Namnet
Ursprungsbefolkningen benämnde området med något som tolkades som "Nganbra" alternativt "Kamberra" med betydelsen mötesplats. Det finns fortfarande en liten ort med namnet Kamberra norr om Canberra. Anlända nybyggare kallade området redan på 1820-talet för Canberry. Sammantaget blev det Canberra i folkmun, vilket finns belagt i bland annat kyrkoförteckning från 1857.
År 1912 utlystes en tävling om vad huvudstaden skulle heta och det kom in 764 bidrag; en del seriösa som Austral City, Utopia eller Shakespeare; andra mindre seriösa som Eros eller Thirstyville; bland de originella var Sydmeladperbrisho konstruerat av namnen på de sex federala staternas huvudstäder (Sydney, Melbourne, Adelaide, Perth, Brisbane och Hobart). Slutligen kom valet att stå mellan Myola, Shakespeare och Canberra med övervikt för Myola. Sent i processen noterades att Myola var riskabelt likt ett anagram för O'Malley, en kontroversiell inrikesminister, varför alternativet togs bort. Vid valet mellan Shakespeare och Canberra valde slutligen parlamentet det sistnämnda.

## Geografi

### Läge och topografi

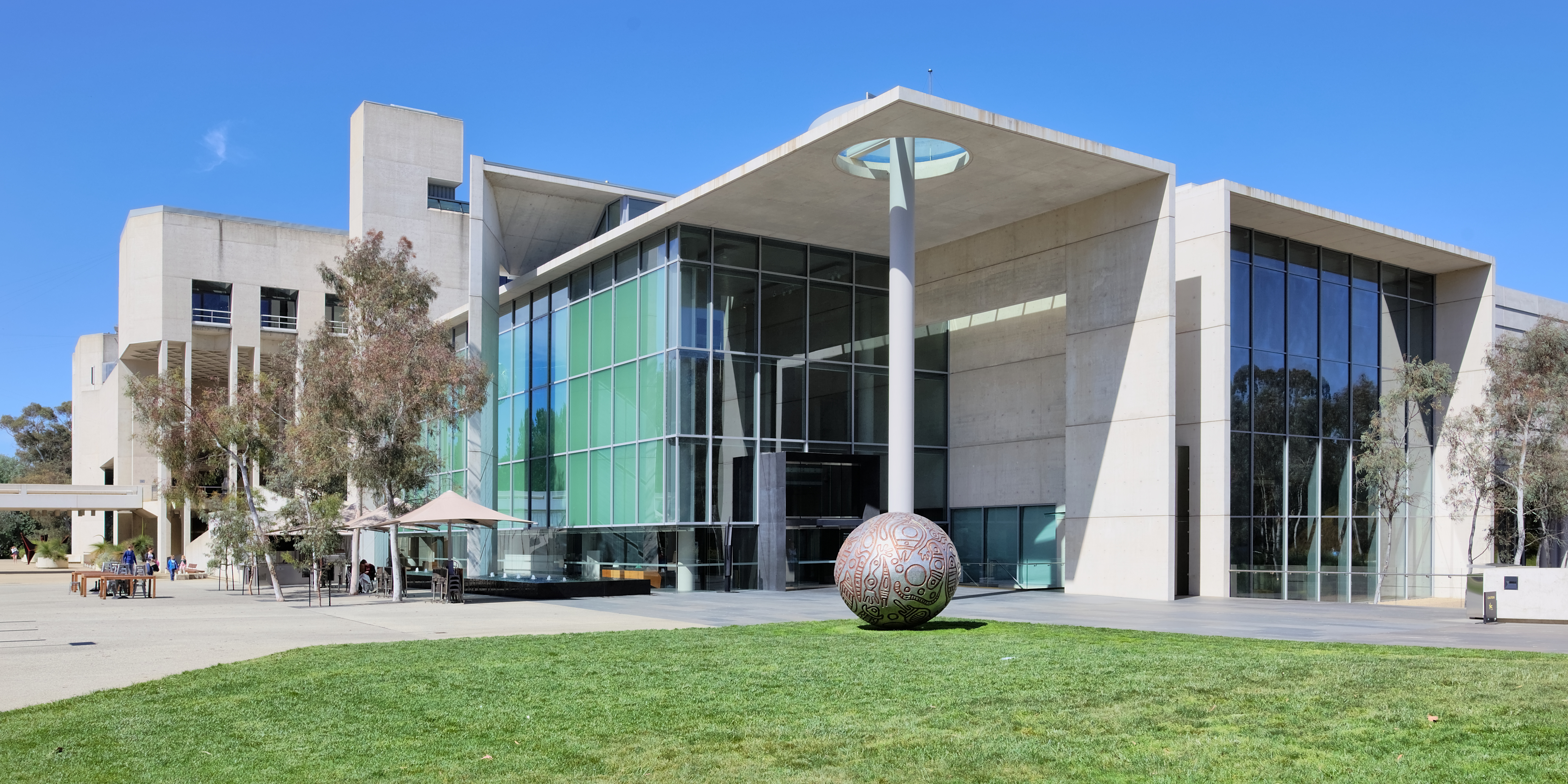
Australiens nationalgalleri i södra Canberra

Canberra täcker en yta på 805,6 kvadratkilometer och ligger nära bergskedjan Brindabella, ungefär 150 kilometer från Australiens östkust. Den ligger mellan 550 och 700 meter över havet. Dess högsta punkt är Mount Majura som når 888 meters höjd. Området Canberra byggdes på och området runt staden består av en blandning av eukalyptussavann, öppna gräsmarker, buskmarker, träskmarker och torra eukalyptusskogar.
Molonglofloden flyter genom Canberra och har blivit fördämd, för att skapa sjön Lake Burley Griffin i stadens mitt. Även stadsdelarna Tuggerrong och Belconnen har konstgjorda sjöar. Stadens läge i Great Dividing Range gör att landskapet är kuperat, med högre höjder och åsryggar som skiljer stadsdelar och förorter från varandra. Mer centralt belägna höjder är Red Hill, Black Mountain med Telstra Tower, Mount Ainslie och Mount Majura.
Canberra ligger ca 300 km sydväst om Sydney och ca 650 km nordost om Melbourne.

### Användning
Den egentliga staden är liten, och utgörs av några kvarter kring huvudgatan Northbourne Avenue på den norra sidan av sjön. Istället är staden uppbyggd kring enskilda förorter där egna hem utgör huvuddelen av bebyggelsen. Respektive förort är centrerad kring ett lokalt affärsområde kallat "Shops". I centrumområdet finns ofta något större hus med hyreslägenheter, sk. "Public Housing". Det begränsade affärsutbudet i respektive centrumområde har i viss utsträckning lett till specialisering där t.ex. vissa erbjuder ekologiska produkter, andra mode etc. Detta för också med sig ett beroende av bil för transport, se avsnittet nedan.
Området omedelbart norr om sjön karaktäriseras av ett större inslag av kommersiell verksamhet och privata företag, medan området omedelbart söder om sjön mest karaktäriseras av offentlig förvaltning.

### Klimat
På grund av sin höjd över havet och sitt avstånd från kusten har Canberra fyra distinkta årstider. Sommaren är varm och torr medan vintern innebär kalla nätter och relativt höga dagstemperaturer under eftermiddagen. Temperaturskiftningarna mellan natt och dag under perioden maj-augusti ger ofta upphov till kraftig dimma under morgonen, vilket påverkar flygtrafiken. Den högsta registrerade temperaturen i området är 44  °C den 1 februari 1968., och den lägsta var −10.0 °C den 11 juli 1971. Snöfall förekommer sällan inne i centrala delar under vintern, men ytterområden mot Brindabella-kedjan kan få snö emellanåt. Snön smälter dock undan fort. Stadens läge i Great Dividing Range med det stora varma fastlandet i väster och havet i öster ger stora och hastiga temperaturväxlingar, där intensiva regnväder med åska under sommarhalvåret oktober-mars kan förekomma. 
|                                            | Jan  | Feb  | Mar  | Apr  | Maj  | Jun  | Jul  | Aug  | Sep  | Okt  | Nov  | Dec  | År    |
| ------------------------------------------ | ---- | ---- | ---- | ---- | ---- | ---- | ---- | ---- | ---- | ---- | ---- | ---- | ----- |
| Genomsnittlig daglig maxtemperatur (°C)    | 27.8 | 27.1 | 24.4 | 19.9 | 15.4 | 12.2 | 11.3 | 12.9 | 16.0 | 19.2 | 22.5 | 26.1 | 19.6  |
| Genomsnittlig daglig lägstatemperatur (°C) | 13.0 | 13.0 | 10.7 | 6.7  | 3.1  | 0.9  | -0.2 | 0.9  | 3.2  | 6.0  | 8.6  | 11.3 | 6.4   |
| Genomsnittlig nederbörd (mm)               | 60.0 | 55.6 | 51.8 | 47.8 | 46.4 | 39.3 | 41.5 | 47.3 | 52.7 | 64.4 | 63.5 | 52.5 | 622.8 |
| Genomsnittligt antal regndagar             | 7.5  | 6.6  | 7.1  | 7.3  | 8.2  | 9.1  | 9.8  | 11.1 | 10.2 | 10.4 | 9.7  | 7.8  | 104.9 |
| Källa: Bureau of Meteorology               |      |      |      |      |      |      |      |      |      |      |      |      |       |

## Politik

### Ambassader
I staden finns många utländska ambassader, varav de flesta ligger i förorterna Yarralumla, Deakin och O'Malley. Ambassaderna i Yarralumla utgör en turistattraktion då de i många fall är byggda i arkitekturstilar som speglar respektive hemland. Yarralumla är även Canberras exklusivaste förort och det är här de dyraste bostäderna finns.

## Infrastruktur
För resor på längre avstånd föredras flyg. Staden har en flygplats, Canberra International Airport (dock utan utrikes reguljärflyg). På måttligare avstånd åker de flesta bil och det finns motorväg Federal Highway som ansluter till Hume Highway strax söder om Goulburn mot Sydney. Många åker också buss, medan möjlighet till resande med tåg är begränsat. 
Stadens utformning medför att transport med egen bil är att föredra, även om det finns ett nätverk med stadsbussar. Det finns planer på ett spårvägsnät för att öka kollektivtrafikens andel av lokalresandet. Som nämns ovan är dock befolkningen utspridd över ett relativt stort område och de lokala handelskvarteren små med hög specialisering vilket höjer tröskeln för att resa kollektivt.
Från Canberra nås Sydney på tre timmar med bil via Federal Highway och Hume Highway. Kusten nås på två timmar via Queanbeyan och Kings Highway och vägen söderut mot Cooma och de Australiska alperna heter Monaro Highway. Den når slutligen kusten i delstaten Victoria vid Cann River. Därifrån leder Princes Highway till Melbourne och Sydney längs kusten. Melbourne kan även nås via Barton Highway nordväst mot Yass som ansluter där till Hume Highway mot Melbourne.

## Befolkning

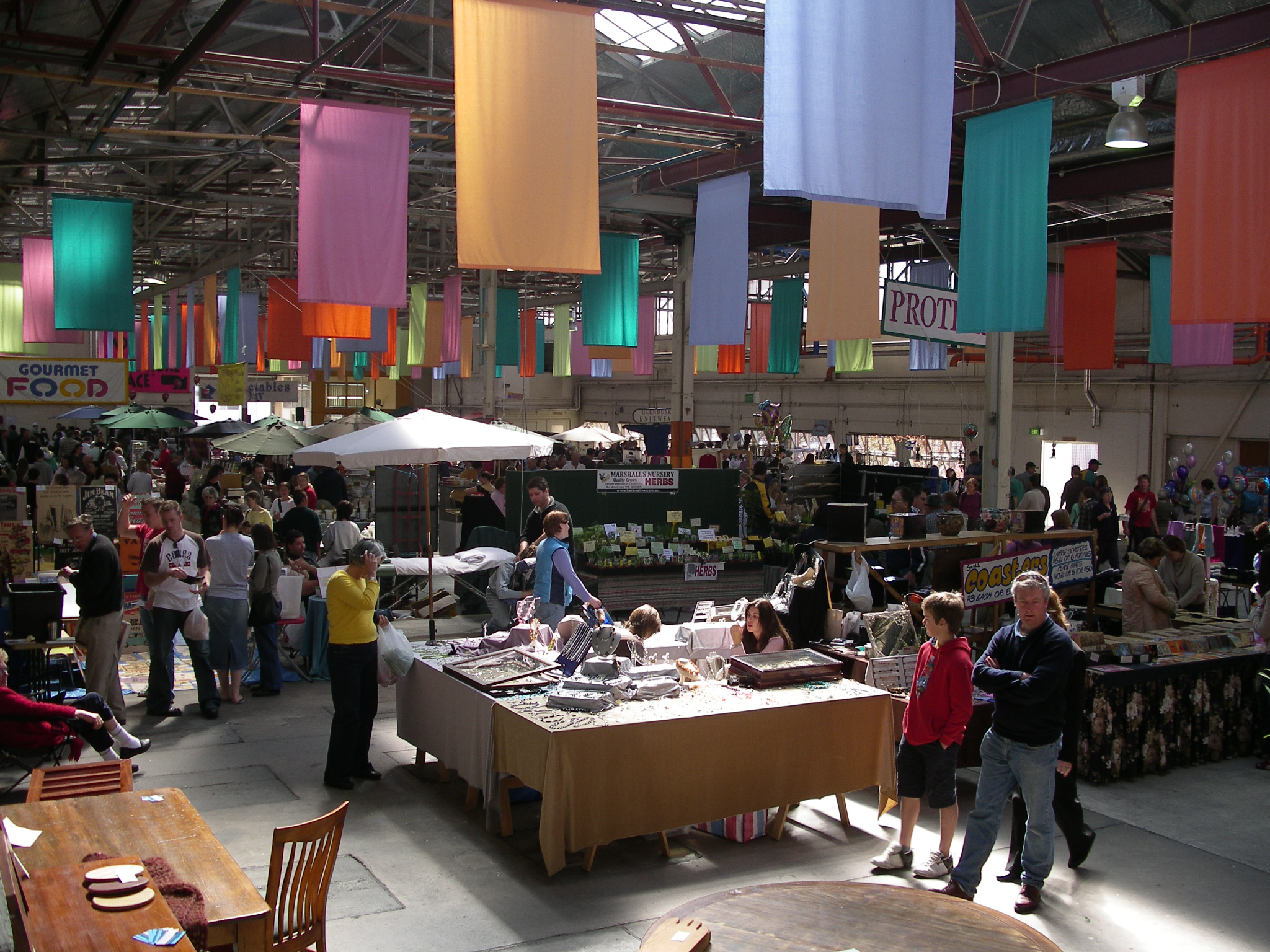
Shopping vid marknad i Canberra.

År 2008 hade Canberra 345 257 invånare, och staden har en befolkningstäthet på 428 invånare per kvadratkilometer, vilket är tätt jämfört med andra australiska städer. Folkräkningen 2001 visade att 1,2 % av stadens invånare var aboriginer, och att 21,6 % fötts utanför Australien. Den största gruppen av folk som fötts utanför Australien kommer från engelsktalande länder, främst Storbritannien och sedan Nya Zeeland. Många invandrare har också kommit från Tyskland, Italien och Vietnam. Många invandrare på senare tid har kommit från länder i östra och södra Asien. De flesta som bor i Canberra har engelska som modersmål, och många talar ett andraspråk, de vanligaste är kinesiska, italienska, kroatiska och grekiska. 
Canberraborna är genomsnittligt välutbildade och unga, medelåldern är 32 år, och bara 8,3 % av befolkningen är över 65 år. Mellan 1996 och 2001 flyttade 61,9 % av befolkningen antingen in eller ut från Canberra. I maj 2004 hade 30 % av befolkningen i området mellan 15 och 64 års ålder tagit en kandidatexamen, vilket är betydligt högre än landets genomsnittliga 19 %. Omkring 65 % av stadens befolkning beskriver sig själva som kristna, och mindre än 3 % av befolkningen utövar någon icke-kristen religion. 19 % är inte religiösa.

## Kultur och utbildning

### Universitet
I Canberra finns två universitet, Australian National University och Canberra University, två religiösa högskolor, samt flera militärhögskolor.

### Sport
Precis som i omkringliggande New South Wales så är rugby populärt i Canberra och ACT. Lagen är Canberra Raiders i rugby league och Brumbies i rugby union.